# Alopecosa fabrilis
Alopecosa fabrilis este o specie de păianjeni din genul Alopecosa, familia Lycosidae. A fost descrisă pentru prima dată de Clerck, 1757. Conține o singură subspecie: A. f. trinacriae.